# Thomas J. Murphy
Pour les articles homonymes, voir Thomas Murphy et Murphy.
Thomas J. Murphy (3 mai 1937-29 août 2018) est un homme politique canadien de Terre-Neuve-et-Labrador. Il est député provincial libéral de la circonscription terre-neuvienne de St. John's South (en) à Chambre d'assemblée de Terre-Neuve-et-Labrador de 1989 à 1996,.

## Biographie
Né à Saint-Jean à Terre-Neuve-et-Labrador, Murphy fréquente l'Université Saint Mary's d'Halifax. Murphy sert comme président de la Canadian Society of Safety Engineering (en). 
Murphy est élu en 1989 et reporte par seulement 2 votes. Réélu en 1993, il est défait en 1996.